# Kobîlnea, Lîpoveț
Kobîlnea (în ucraineană Кобильня) este un sat în comuna Kozînți din raionul Lîpoveț, regiunea Vinnița, Ucraina.

## Demografie
Componența lingvistică a localității Kobîlnea
     Ucraineană (97,48%)
     Rusă (1,58%)
     Alte limbi (0,63%)
Conform recensământului din 2001, majoritatea populației localității Kobîlnea era vorbitoare de ucraineană (97,48%), existând în minoritate și vorbitori de rusă (1,58%).

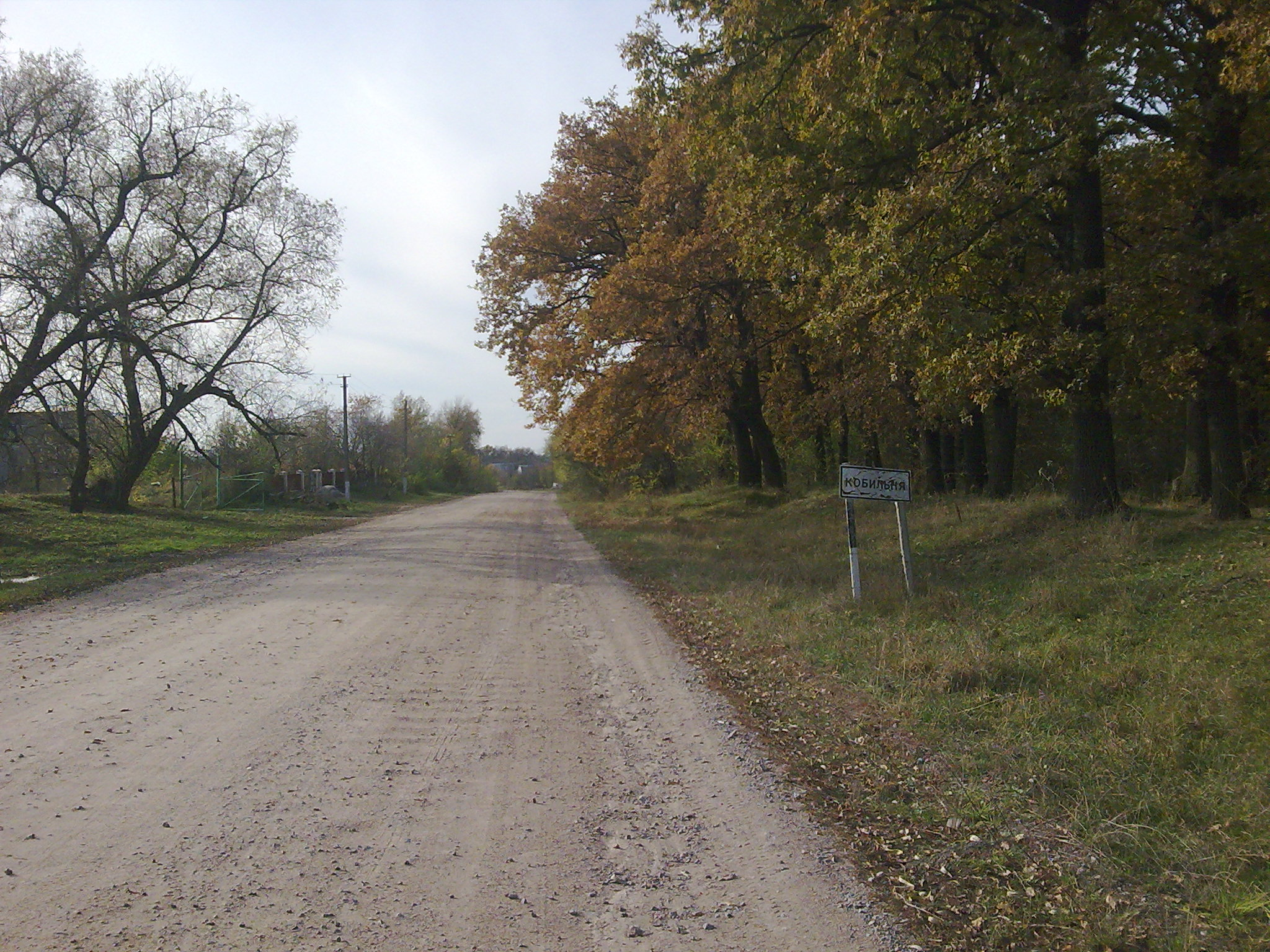
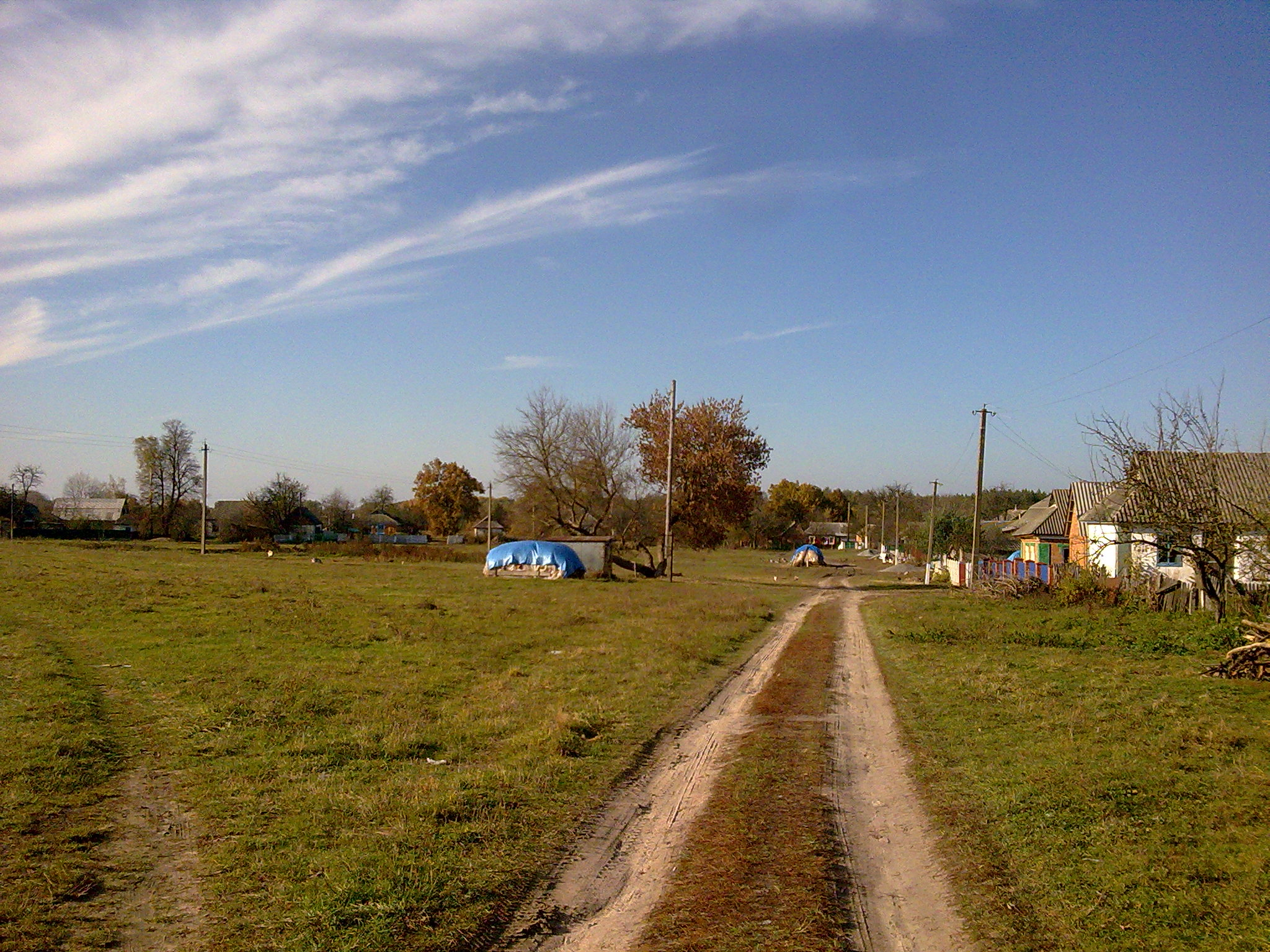
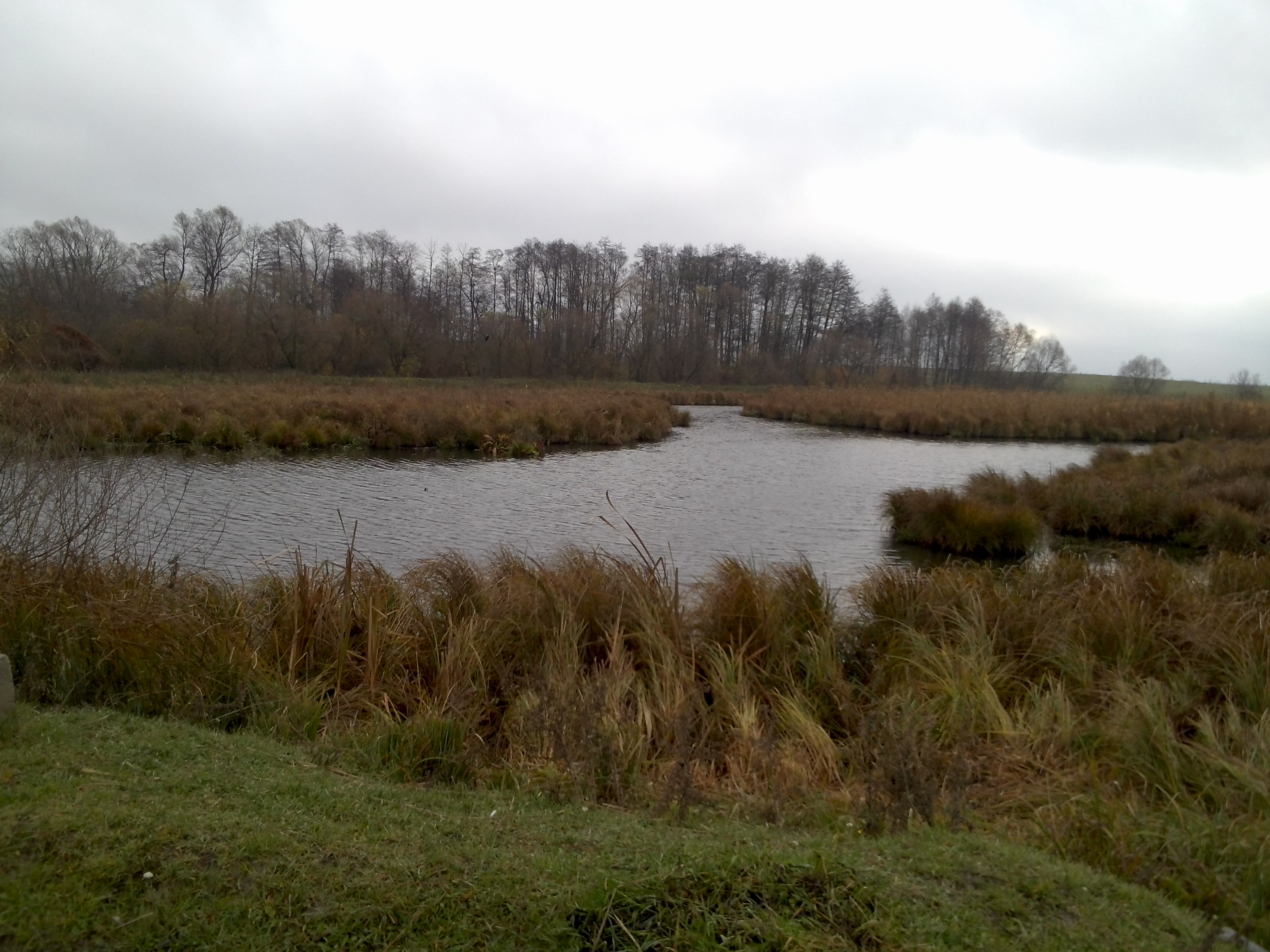
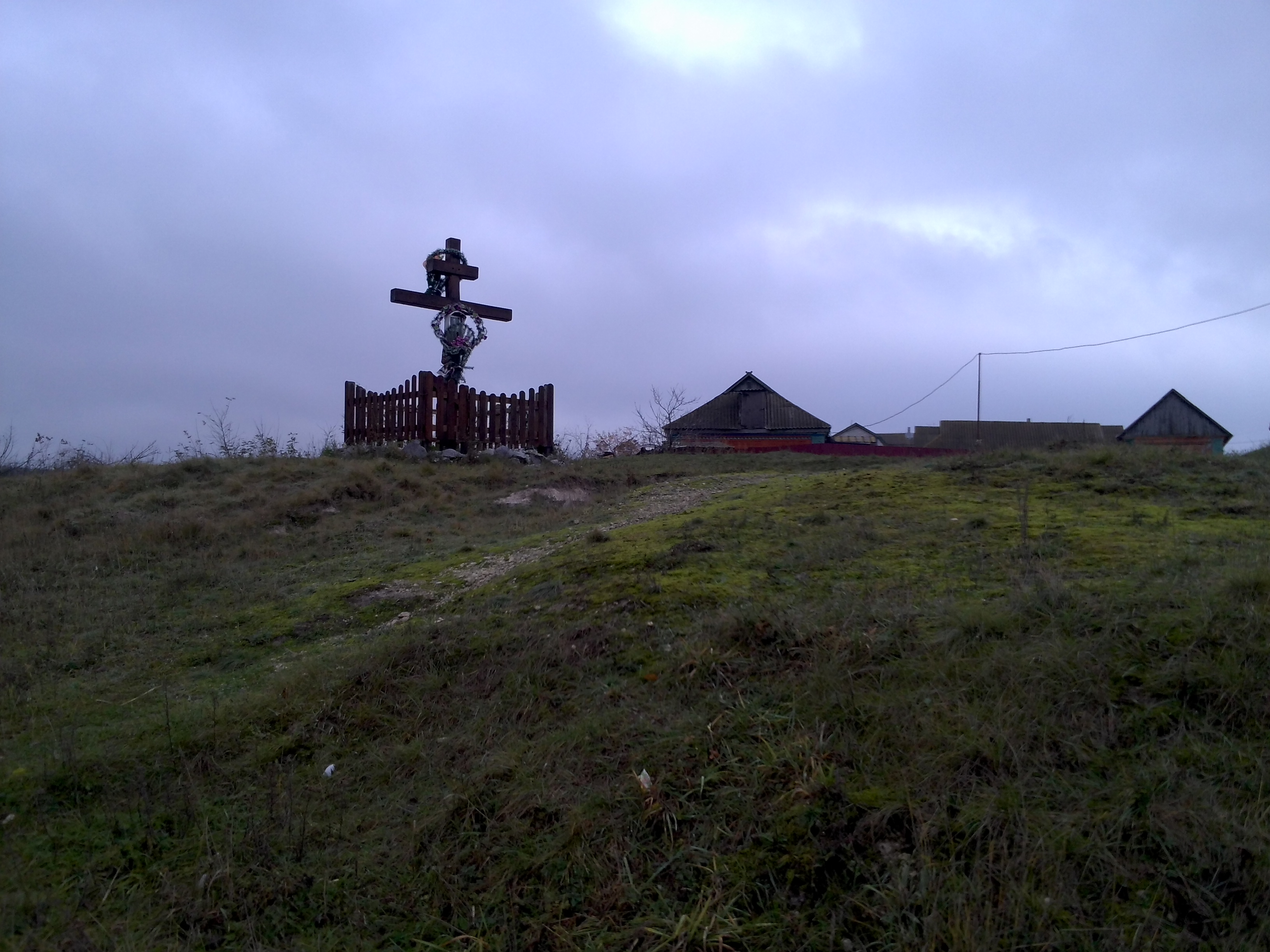
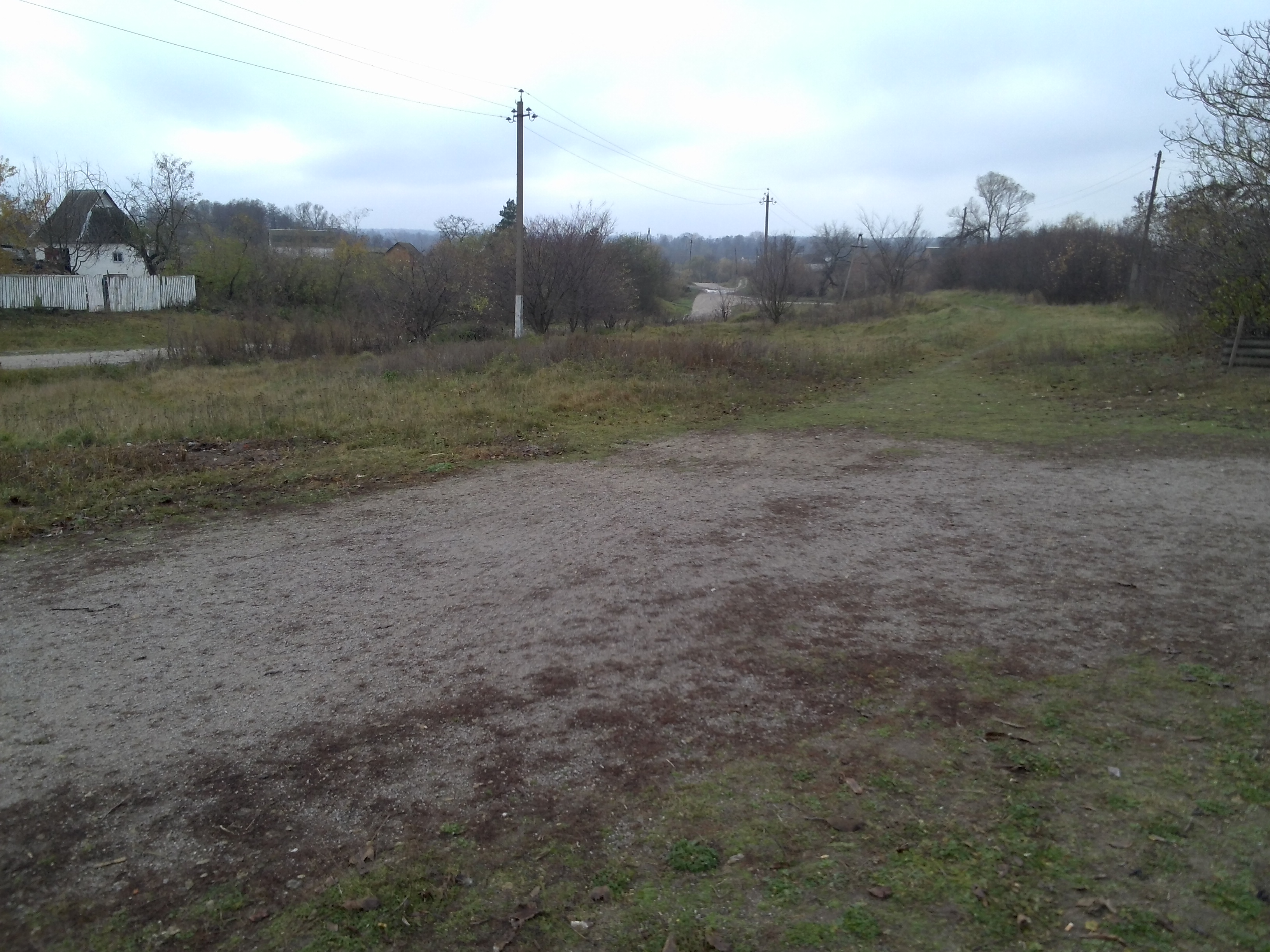
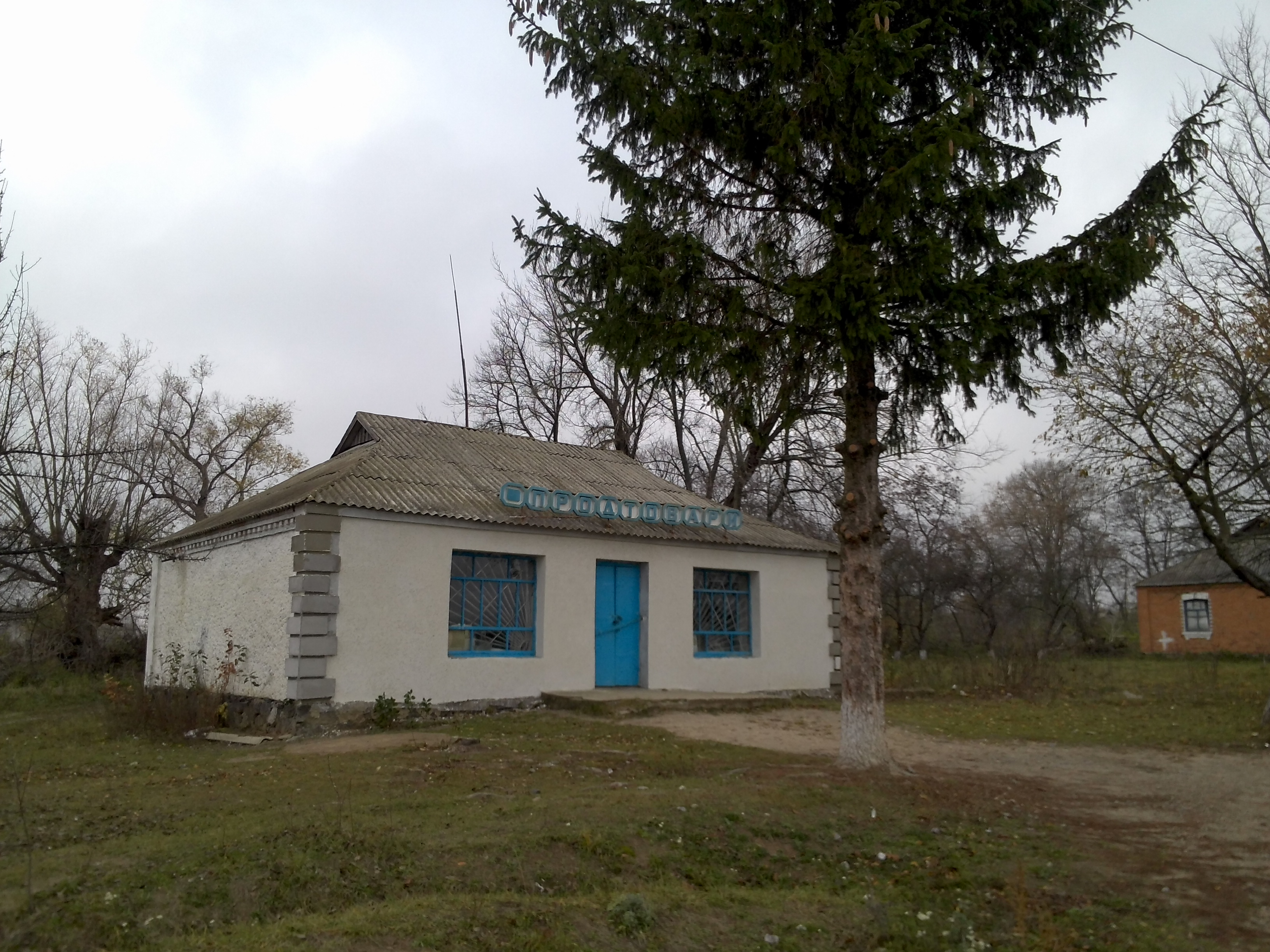
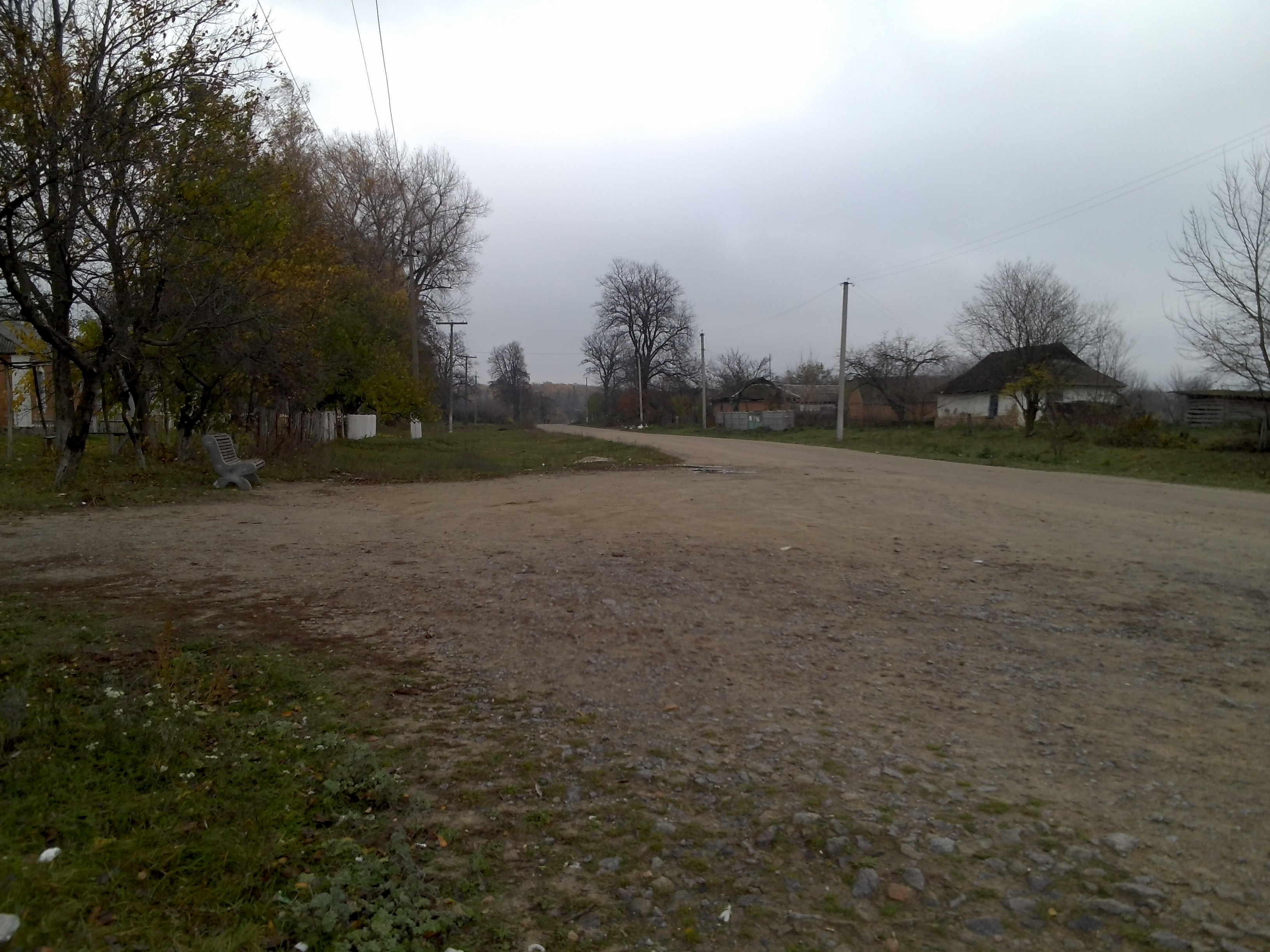